# KFUM Örebro
KFUM Örebro är en KFUM-förening i Örebro i Sverige. Föreningen bildades 1890. 1990 blev damjuniorerna svenska mästarinnor i volleyboll, och mellan 1996 och 2001 blev damlaget svenska mästare i volleyboll sex år på raken. Elitverksamheten i volleyboll bedrivs numera i Örebro Volley.
Herrlaget i innebandy spelade under 1990-talet i Sveriges högstadivision. I friidrottssektionen återfinns en av Sveriges bästa längdhoppare genom tiderna, Andreas Otterling.

### Fotnoter
1. ↑  ”Om föreningen”. KFUM Örebro. Arkiverad från originalet den 14 september 2013. https://web.archive.org/web/20130914024252/http://orebro.kfum.se/om-foreningen/. Läst 4 december 2012.
2. ↑  ”SM-historik 1962-2010”. Sollentuna VBK. Arkiverad från originalet den 24 september 2015. https://web.archive.org/web/20150924103613/http://www.sollentuna-vk.com/svkwebp/index.php?option=com_content&task=view&id=1169&Itemid=222. Läst 4 december 2012.